# Philadelphia Suburban Transportation Co.

Het huidige Suburban net
High Speed Line
Interurban-tram
Buslijnen (voormalige interubans)
Metro richting centrum

De Philadelphia Suburban Transportation Co. (PSTCo.) was een bedrijf dat openbaar vervoer aanbood vanuit het westen van Philadelphia naar voorsteden van die stad. Ze is in 1936 ontstaan na een fusie van een viertal bedrijven en is in 1970 opgegaan in SEPTA (Southeastern Pennsylvania Transportation Authority). Haar bijnaam was Red Arrow Lines.

## Voorgeschiedenis
Het ontstaan van PSTCo. is een logische afspiegeling van de wijze waarop het fenomeen Interurban in de VS zich ontwikkelde. Ze is begonnen om de boerendorpjes in de counties Delaware en Chester verbindingen te bieden met de grote stad Philadelphia.
In de tijden voor het massale privéautobezit en in de tijd dat de grote spoorwegmaatschappijen slechts zelden de kleinere stadjes en dorpen met elkaar verbond, regeerde de Interurban.
De Red Arrow Lines hebben ook sterk geprofiteerd van de enorme expansie van voorsteden waar onroerendgoedmakelaars grote nieuwbouwwijken voor de beter gesitueerde stedeling ontwierpen. Deze stedeling werkte in het centrum van de grote stad.
De oprichting van het bedrijf, als de Philadelphia & West Chester Traction Co., in 1895 kende een valse start door een langdurige strijd voor de rechtbank met twee andere vervoersbedrijven. Eén van de disputen betrof het gebruik van een weggedeelte door de tram.
Pas in 1898 slaagde men erin de hele lijn in exploitatie te nemen. 
Men exploiteerde vanuit de 69th Street Elevated Terminal in het westen van Philadelphia, waar het eindpunt van de metrolijn naar het centrum van Philadelphia was, 4 lijnen.
- Eén lijn, te classificeren als een Interurban, met een lengte van 35 kilometer naar West Chester. Na 1940 verbond deze lijn twee grootsteedse gebieden met klassieke Amerikaanse Interurban-trams. Ze had, behalve in West Chester, een totaal eigen baan ter beschikking. Geëxploiteerd door de Philadelphia & West Chester Traction Co.
- Eén in 1902 geopende lijn van 7,5 kilometer naar de voorstad Ardmore geëxploiteerd door de Ardmore & Llanerch Street Railway.
- Twee lijnen van de Philadelphia & Garrettford Street Railway:
  - De 8 kilometer lange lijn naar Collingdale-Sharon Hill en
  - De 14 kilometer lange lijn naar Media.

Deze Interurban-lijnen bloeiden in een periode dat de meeste andere Interurban-lijnen in de VS alweer in betekenis afnamen en dit is te danken geweest aan de constante groei van Philadelphia's westelijke voorsteden.

## Na 1936
Na de naamsverandering naar PSTCo. en de daaropvolgende wijziging in het management brak een andere voorspoedige periode aan. Door de enorme vervoersvraag gedurende de Tweede Wereldoorlog maakte het bedrijf goede winsten. In 1953 werd de Philadelphia & Western (zie hieronder) gekocht en werden nog twee lijnen aan het systeem toegevoegd: de lijnen vanuit de 69th Street Elevated Terminal naar Norristown en Strafford.
In 1954 werd de snelweg naar West Chester verbreed en omgedoopt tot West Chester Pike. Dit betekende het einde van deze lijn. In de media was veel kritiek op deze beslissing want PSTCo. was hulp geboden bij het aanbrengen van wijziging in de lijnvoering zodat de lijn kon blijven. Tot op heden wordt deze beslissing betreurd. De verkorting van deze lijn tot Westgate Hills werd in 1958 beëindigd.
In 1966 werd de lijn naar Ardmore opgeheven en bleven de twee lijnen die in 2006 nog in dienst waren over: de lijnen naar Media en Sharon Hill die onder het SEPTA regime 101 en 102 zijn genummerd.

### Materieel
PSTCo. had vanaf de start alleen tweedehands materieel in dienst. In 1906 werden pas de eerste nieuwe tramwagens in dienst gesteld.
Door de jaren heen waren de volgende tramwagens in bezit:
- Traditionele houten Interuban-trams op twee draaistellen, genummerd 17 – 44, de zogenaamde Jewett Cars (vernoemd naar de fabrikant), geschikt voor gekoppeld rijden.

Al deze wagens hadden treindeuren zodat bij het gekoppeld rijden tijdens de rit tussen de trams kon worden doorgelopen (door de conducteur en passagiers). De bedoeling was dat de lijnen uiteindelijk over de Market Street-metrolijn naar het centrum van Philadelphia zouden worden doorgetrokken. Dit plan ging niet door omdat de exploitant van die lijn, de Philadelphia Rapid Transit Company, weigerde sneltreinen van de concurrent op haar infrastructuur toe te staan. De einddeuren werden toen gesloten. Deze wagens werden tussen 1930 en 1949 uit dienst genomen.
- Zogenaamde Brill center entrance cars, genummerd 45 – 76 en aangeschaft tussen 1919 en 1926, die gekoppeld konden rijden. Deze stalen wagens deden dienst tot ver in de jaren 1950 en werden overbodig door de opheffing van twee tramlijnen. Het nadeel van deze wagens was dat ze niet tot eenmansbediening konden worden omgebouwd; de instapdeur was in het midden en niet bij de bestuurder en zo kon door deze wagens niet op exploitatiekosten worden bespaard.
- 10 "Brill Master-Units" werden in 1932 aangeschaft om de houten Jewett Cars te vervangen. Ze werden 77 – 86 genummerd en groeiden uit tot de werkpaarden van het systeem. Deze Masterunits waren van een lichtgewicht stalen constructie en hadden twee dubbele deuren aan beide uiteinden zodat ze uiteindelijk voor eenmansbediening geschikt konden worden gemaakt.
- 10 "Brillliners" volgden in 1941. Deze waren van een ander ontwerp dan de wagens 77 – 84 maar technisch hetzelfde. Ze werden 1 – 10 genummerd. De tramfabrikant J. G. Brill was op de markt met klonen van het op dat moment favoriete PCC car-ontwerp, maar men kwam hiermee niet verder dan een tiental wagens voor Atlantic City, Red Arrow en enkele demonstratiewagens in onder meer Baltimore en Cincinnati.

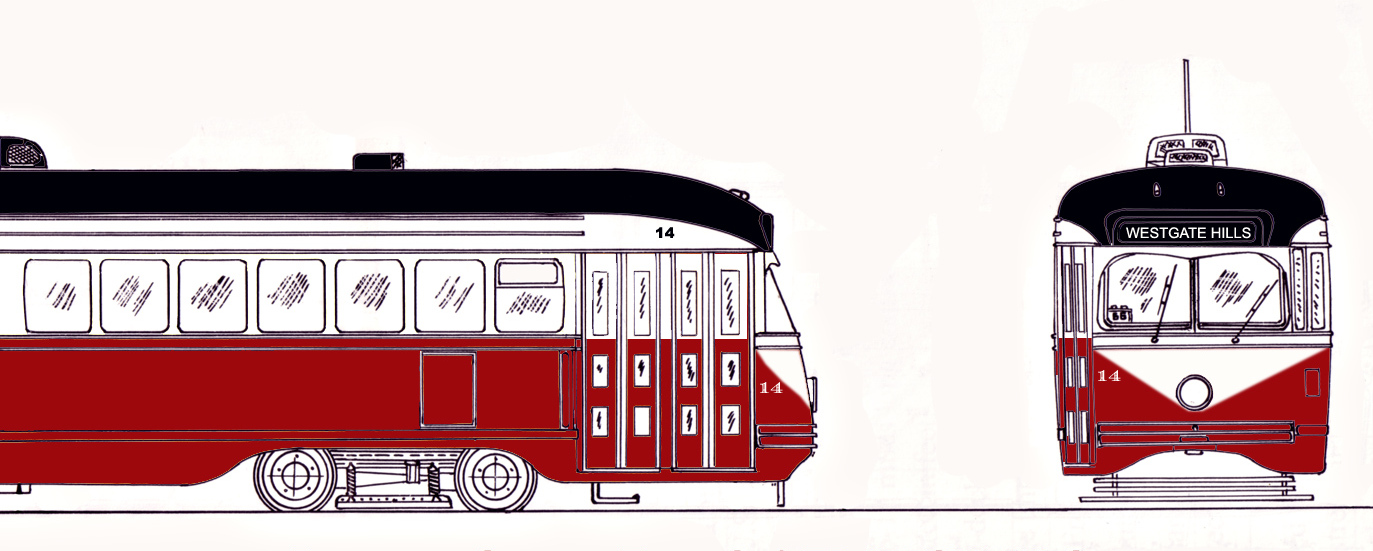
Indruk van het kleurenschema van de RED Arrow PCC's

- 10 PCC cars, gebouwd door St. Louis Car Co. in 1949, en een van de langste PCC's ooit gebouwd (50,5 voet). Van vergelijkbaar design waren de trams voor de Illinois Terminal Railroad in St. Louis en die van Muni in San Francisco. Deze wagens hadden versterkte draaistellen zodat ze geschikt waren voor hogere snelheden dan gewoonlijk (ongeveer 80 kilometer per uur). Deze wagens zijn tot 1982 in dienst gebleven.
- 29 "Light Rail Cars" gebouwd door de Kawasaki Car Company en afgeleverd in 1981. Deze wagens, aangeschaft in de SEPTA-periode, die gelijk zijn aan de trams die aangeschaft werden voor de vijf overgebleven tramlijnen in Philadelphia zelf, kunnen worden gekoppeld. Aan beide kanten hebben zij één in- en uitstapdeur, wat het vlot in- en uitstappen niet bevordert. Ze zijn genummerd 100 – 128 en hebben een pantograaf in plaats van een trolleystroomafnemer.

Veel trams van deze maatschappij zijn in musea bewaard gebleven.
Alle trams van PSTCo. waren/zijn tweerichtingsvoertuigen en hadden/hebben 2 draaistellen.

## Philadelphia & Western
Deze maatschappij was een bedrijf dat vanuit de 69th Street Elevated Terminal in Philadelphia 2 lijnen exploiteerde. In tegenstelling tot de Red Arrow lines waren deze lijnen geheel van het overige verkeer afgeschermd en kregen stroom door middel van een derde rail die met behulp van een zogenaamde schoen stroom oppikte uit een aan de zijkant van de rails gemonteerde geleiderail.
In het geval van P&W was dit gedaan omdat men zich in de loop van de tijd een groot systeem van snelle elektrische lijnen rondom Philadelphia voor ogen had met supersnelle verbinding met Philadelphia zelf.
In 1907 reden de eerste trams van de terminal naar Strafford, een lijn van 16 kilometer lengte. Bij het dorp Villanova werd in 1912 een aftakking gebouwd naar Norristown om aansluiting te geven aan de Interurbans van de Lehigh Valley Transit Co. 
Net als bij PSTCo. was het eerste materiaal op dezelfde manier gebouwd, met treindeuren op de koppen van de wagens, omdat men plannen had de concurrentie met Philadelphia Rapid Transit Co. aan te gaan en een eigen ondergrondse verlenging te bouwen van de terminal naar het hart van Philadelphia.

### Fusie met PSTCo. 1953
De fusie bracht alle westelijke voorstadslijnen in Philadelphia onder één leiding. Er volgde een korte opleving van het passagiersvervoer doordat de lijnen uit Philadelphia strak op de Red Arrow lines werden afgestemd.
Het uitwisselen van materiaal was echter niet mogelijk omdat beide systemen een verschillende spoorwijdte hanteerden.
In 1956 werd de lijn naar Strafford opgeheven en bleef als enige de lijn naar Norristown, die binnen het SEPTA-regime het nummer 100 heeft, over.

### Materieel
- Traditionele houten Interurban-trams op twee draaistellen, genummerd 25 – 46, gebouwd door St. Louis Car Co. in 1907, geschikt voor gekoppeld rijden.
- Stalen wagens, met dezelfde uitrusting en bijzonderheden, genummerd 50 – 52, gebouwd in 1920.

Al deze wagens hadden treindeuren, zodat bij het gekoppeld rijden tijdens de rit tussen de trams kon worden doorgelopen (door de conducteur en passagiers). 
- Stalen wagens, bekend als de "Stafford Cars", tussen 1924 en 1929 afgeleverd en 160 – 170 genummerd. Geen treindeuren.
- Stalen wagens, bekend als de "Bullet Cars", omdat zij een hoge snelheid konden bereiken én wat betreft hun spitse neus sterk op een kogel leken.

Gebouwd door de J. G. Brill Co. in 1931. Werden in de dienstuitvoering meestal met twee wagens aan elkaar gekoppeld. Reden zowel lokale als "Express"-diensten.
- Twee gelede treinstellen (ieder met 4 delen) in 1963 overgenomen van de Chicago, North Shore & Milwaukee Railroad. Daar bekend als "Electroliners", in Philadelphia "Libertyliners" genoemd. De twee treinstellen werden "Valley Forge" en "Independance Hall" gedoopt.

Deze wagens werden van hun trolleystroomafnemer ontdaan.
Tussen 1964 en 1980 werden ze weinig gebruikt. Op onverklaarbare wijze hadden ze in Philadelphia veel mankementen en stonden zeer geregeld buiten dienst.
Na buitendienststelling ging één treinstel naar het Illinois Railroad Museum en werd teruggebracht in de oorspronkelijke uitvoering als "Electroliner", het andere treinstel staat in een museum in Pennsylvania. 